# محمد عيسى (وزير)
محمد عيسى هو وزير الشؤون الدينية والأوقاف في الجزائر من مواليد الرويبة في العاصمة وينحدر من منطقة القبايل.